# Нефтяников (Казань, несуществующий)
Нефтяников, посёлок Нефтяников  (тат. Нефтьчеләр бистәсе) — ныне не существующий посёлок на территории Советского района Казани.

## Расположение
Посёлок был расположен по обеим сторонам Мамадышского тракта, между старым аэропортом и Малыми Клыками, у современной транспортной развязки на пересечении проспекта Победы и Мамадышского тракта.

## Административная принадлежность
До вхождения в состав Казани являлся частью Столбищенского района. С момента вхождения в состав Казани административно относился к Советскому району Казани.

## История

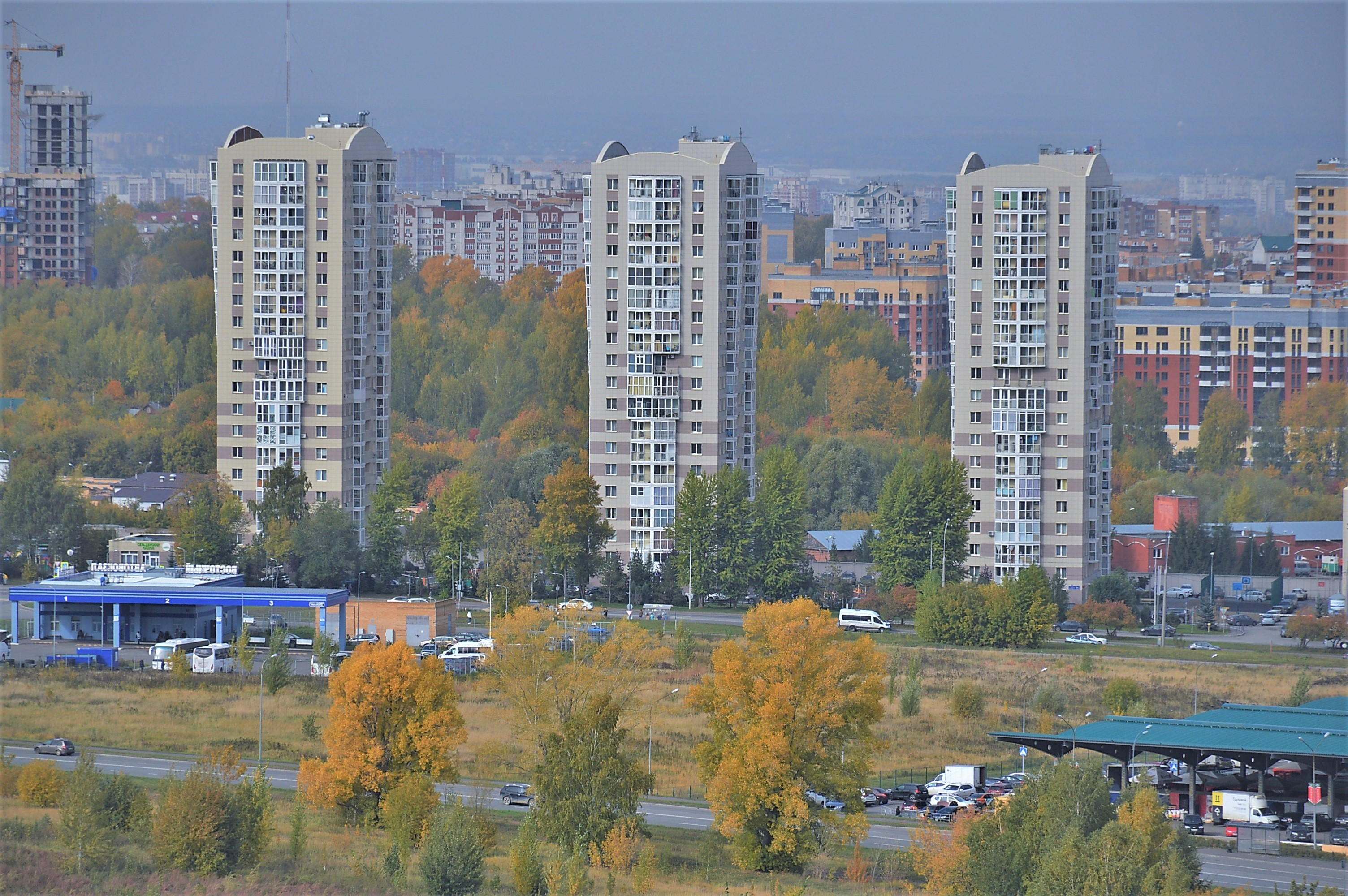
Жилой комплекс «Созвездие» и автовокзал «Восточный», построенные на месте посёлка Нефтяников

Посёлок возник у восточной границы Казани в 1950-е годы и в 1956 году был включён в состав Казани.
Посёлок Нефтяников имел барачную застройку, которая была ликвидирована в основном в период с конца 1970-х по начало 1990-х годов; значительная часть жилого фонда имела ведомственную принадлежность (трест «Татнефтепроводстрой», стройтрест № 2, СУ-913 треста «Каздорстрой»). По состоянию на конец 1970-х – 1980-е год в посёлке имелись школа № 107, детский сад № 142 (стройтреста № 2), почтовое отделение № 42, АЗС № 84, подразделения ПО «Татколхозстрой», «Татгропромстрой» и треста «Каздорстрой»).
В настоящее время южная часть бывшего посёлка занята территориями восточного автовокзала и агропромышленного парка, а северная часть бывшего посёлка застроена жилыми комплексами, административными и торговыми зданиями; название «посёлок Нефтяников» перешло к коттеджному посёлку, построенному в 2000-е годы около Казанского Кремля.

## Улицы
- Аграрная
- Буровая
- Семашко
- Бурденко
- Шулакова (быв. Вакулинчука).[1]

## Транспорт
Общественный транспорт начал ходить в посёлок не позднее начала 1960-х годов: маршрут № 5 соединял посёлок с железнодорожным вокзалом.